# 浅海井站
淺海井站（日语：／ Azamui eki */?）是一個位於大分縣佐伯市上浦大字淺海井浦、屬於九州旅客鐵道（JR九州）日豐本線的鐵路車站。
此站是九州最東端車站。同時亦曾是舊上浦町唯一的鐵路車站，車站入口玄關位掛上有「九州最東端的站」。

## 車站結構

### 站房
建有木造單層站房一座，由開業一直使用至今，採用典型的郊區式站員駐守站房設計，出入口設於右方，進站後，右側為候車大堂，設有近距離自動售票機及獨立座位式塑膠座椅；左側為己停用的站務室、售票窗口及驗票窗口，前端為開放式閘口，通過閘口後，左轉沿小路可到達行人天橋再通往候車月台。
無人化後，站務室及留宿處曾經改裝並租予商戶作商店兼住宅，並請求他們代售車票，但有關安排於2012年5月31日時取消，及後才裝設自動售票機。

### 月台
設有島式月台1個，長約150米，提供1面2線的配置。月台上亦設有1個以鋼架及鐵皮所搭成的開放式簡易候車室1座，並設有一張候車木長櫈。
1號月台對出設有1條頭端式保線側線，由佐伯端的轉轍器可以通至此。
| 月台 | 路線      | 上下行 | 方向                               |
| ---- | --------- | ------ | ---------------------------------- |
| 1    | ■日豐本線 | 下行   | 佐伯方向                           |
| 2    | ■日豐本線 | 上行   | 大分、龜川、日出、中山香、中津方向 |

## 歷史
- 1916年10月25日：鐵道院豐州本線臼杵～佐伯間開通，本站作為中途站開業[3][1]。
- 1962年10月1日：貨物提取服務取消[4]。
- 1984年11月1日：手提行李提取服務取消。車站無人化、簡易委託化[5][6]
- 1987年4月1日：隨國鐵分割民營化，車站由九州旅客鐵道（JR九州）營運。
- 2012年6月1日：取消簡易委託化，完全無人化[1]。
- 2017年：

- 9月17日：受到颱風泰利影響，全線整日停運，車站內出現水浸。
- 9月19日：臼杵站至延岡站之間不通，開設代行巴士（各站停車）來往臼杵站至佐伯站之間。
- 12月18日：臼杵站至佐伯站之間重開，代行服務終止。

## 使用狀況
- 根據大分縣統計年鑑，直至2015年度的1日平均乘車人員如下，2016年度起不再顯示各車站使用人數。

| 乘車人員推算 | 乘車人員推算 |
| 年度         | 1日平均人數  |
| ------------ | ------------ |
| 2000         | 140          |
| 2001         | 122          |
| 2002         | 114          |
| 2003         | 115          |
| 2004         | 107          |
| 2005         | 85           |
| 2006         | 79           |
| 2007         | 76           |
| 2008         | 81           |
| 2009         | 78           |
| 2010         | 79           |
| 2011         | 72           |
| 2012         | 81           |
| 2013         | 79           |
| 2014         | 71           |
| 2015         | 72           |

## 相鄰車站
九州旅客鐵道
■日豐本線
■特急「日輪」及「音速」
通過
■普通
日代－淺海井－狩生

## 外部連結
JR九州 – 浅海井站 （页面存档备份，存于）（日語）